# Le tre fate
Le tre fate (con lo stesso titolo in napoletano) è una fiaba di Basile inclusa nel Pentamerone. La storia è molto simile a Le fate e a Le due pizzette, la prima di Perrault, la seconda sempre di Basile.

## Trama
Caradonia è una vedova che ha una figlia, Grannizia, e si risposa con il vedovo Micco Antuono, che ha una figlia di nome Cicella. Caradonia detesta e maltratta Cicella per la sua bellezza e bontà, doti che a Grannizia mancano. Un giorno Cicella è fuori per una commissione: le cade il cesto in un dirupo e sul fondo c'è un orco. Cicella non si fida dell'orco ma si fa coraggio e scende. Al posto dell'orco però trova tre fate, che la portano nel loro palazzo sotto il dirupo. Si fanno pettinare i capelli da Cicella e le chiedono cosa ci sia in mezzo; lei risponde con grazia che hanno i pidocchi, senza farglielo pesare. Le fate le mostrano tutto il palazzo e la portano a un immenso guardaroba: Cicella si sceglie la gonna più semplice e umile della stanza e al momento di andarsene dice che le basterebbe poter uscire dalla porta della stalla. Le fate allora la vestono con l'abito migliore che hanno e la fanno uscire dalla porta di diamanti: mentre la attraversa una stella splendente le cade sulla fronte.
Cicella torna a casa e Caradonia, vedendola abbigliata in quel modo, manda anche Grannizia dalle fate per farle avere le stesse cose. Grannizia però si lamenta che le fate abbiano dei pidocchi enormi, si prende l'abito migliore dal guardaroba e pretende di uscire dalla porta d'oro. Le fate allora la mandano via senza nulla e la fanno passare dalla porta della stalla. Mentre Grannizia esce le cade in fronte un testicolo d'asino, che resta attaccato lì come se ci fosse nata. Caradonia è furiosa, dà a Grannizia gli abiti di Cicella e manda Cicella a guardare i porci vestita di pezze.
Un giorno passa di lì Cuosemo, un ricco signore che si innamora di Cicella e va a chiederla in moglie a Caradonia. La matrigna dice di essere d'accordo, poi chiude Cicella in una botte con l'intenzione di ucciderla più tardi e fa sposare Grannizia al suo posto. Dopo la prima notte Cuosemo si accorge che non ha sposato la ragazza che aveva visto e torna da Caradonia per annullare il matrimonio, ma Caradonia non c'è. Il gatto gli rivela che la sua vera moglie è stata chiusa nella botte: Cuosemo salva Cicella e scopre tutte le malvagità di Caradonia, così manda a chiamare Grannizia e chiude nella botte lei. Cuosemo porta Cicella a casa propria, mentre Caradonia torna a casa per versare l'acqua bollente nella botte senza sapere che dentro c'è Grannizia. Quando Caradonia si accorge di aver ucciso la figlia, si getta in un pozzo.